# Russula foetens
Russula foetens (Christian Hendrik Persoon, 1796), denumită în popor vinețică puturoasă sau  burete bălos, este o specie de ciuperci necomestibile din încrengătura Basidiomycota în familia Russulaceae și de genul Russula care coabitează, fiind un simbiont micoriza (formează micorize pe rădăcinile arborilor). Ea se poate găsi în România, Basarabia și Bucovina de Nord pe soluri umede, de obicei în grupuri cu exemplare numeroase, în păduri de foioase în special sub fagi și în acele de conifere, acolo molidul fiind gazda principală. Buretele, care se dezvoltă din începutul lui iulie până în octombrie, crește în câmpie și la deal, dar mai rar în munți.

## Taxonomie
În 1796, buretele a fost menționat pentru prima dată de micologul olandez Christian Hendrik Persoon în volumul 1 al operei sale Observationes mycologicae. Seu descriptiones tam novorum, quam notabilium, sub  denumirea actuală (2018) Russula foetens. Numai 3 ani mai târziu, în 1799 (publicat 1800), a crezut, că specia ar aparține genului Agaricus, numindu-l Agaricus foetens, în volumul 2 al lucrării sale menționate mai sus, ce sa ivit fals. 
În decursul timpului, numai puțini micologi au încercat redenumiri respectiv crearea de variații. Ele sunt cu toate acceptate sinonim, dar sunt nefolosite și pot fi neglijate.

## Descriere

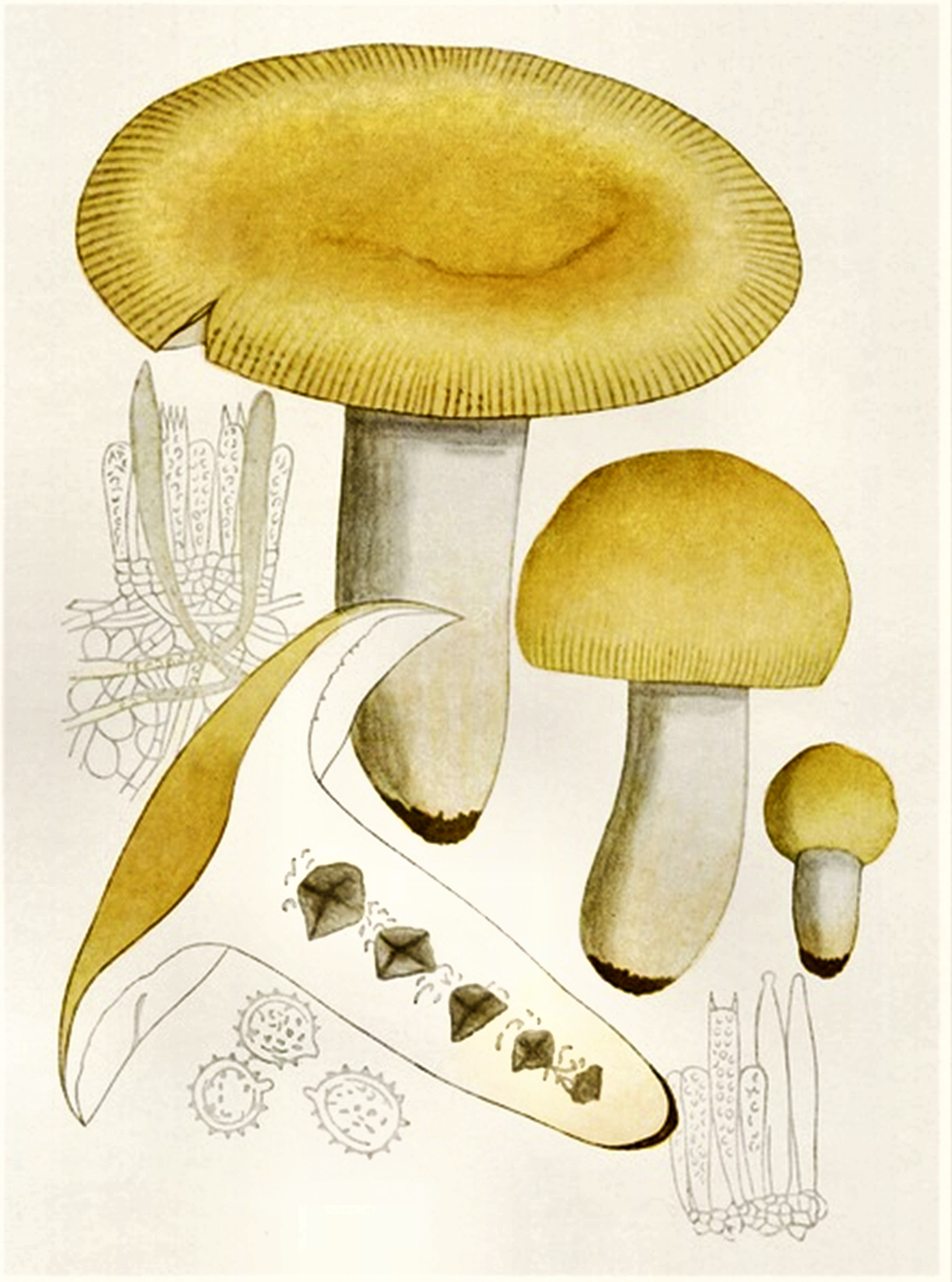
Bres.: Russula foetens

- Pălăria: este de mărime medie pentru ciuperci plin dezvoltate cu un diametru de aproximativ 5-15 (20) cm, cărnoasă, inițial semisferică cu marginea răsfrântă spre picior, apoi boltită, în sfârșit plată dar de asemenea concavă, deseori ondulată și cu crestături radiale, la bătrânețe adâncită în mijloc. Cuticula, care se separă ușor de carne, este netedă în tinerețe, dezvoltând repede o margine striată. La umezeală devine lipicioasă. Coloritul este  galben-ocru, mai închis în centru.
- Lamelele: sunt subțiri și destul de fragile, la început foarte dense, apoi distanțate, inegale și bifurcate, fiind neaderente la picior. Coloritul este mai întâi albicios, apoi crem, ruginind parțial la bătrânețe. Ele secret mici picături asemănătoare celor de rouă.
- Piciorul: are o înălțime de 4-8 cm și o lățime de 1,5-3,5 cm, este cilindric, plin și gros la ciuperca tânără, la maturitate casant-dur precum mai mult sau mai puțin gol cu caverne. Tija este de culoare albicioasă, adesea oară cu pete maronii.
- Carnea: este foarte compactă, dar fragilă, de culoare albă care în contact cu aerul devine maronie. Mirosul este la început aproape imperceptibil, devenind repede alcalin, puturos și pestilențial, odată cu înaintarea în vârstă tot mai pronunțat. Gustul este amar, rânced-uleios și iute.[4][5][6]
- Caracteristici microscopice: are spori rotunjori, și evident verucoși, având o mărime de 7-10 x 7-9 microni. Pulberea sporilor este albicioasă cu pete maronii. Basidiile în formă de măciucă cu 4 sterigme au o mărime de 45–65 × 12–15 microni, iar multele cistide (= cystidium, celule sterile între basidii și himenul) elipsoidale de pe muchiile și suprafața lamelelor, cu o mărime de  30–90 × 5–9 microni, poartă un apendice.[8]
- Reacții chimice: Buretele se decolorează cu fenol roșu-violet, cu sulfat de fier roz și cu tinctură de Guaiacum albastru-verzui,[9] iar cu leșie imediat viu galben.[10]

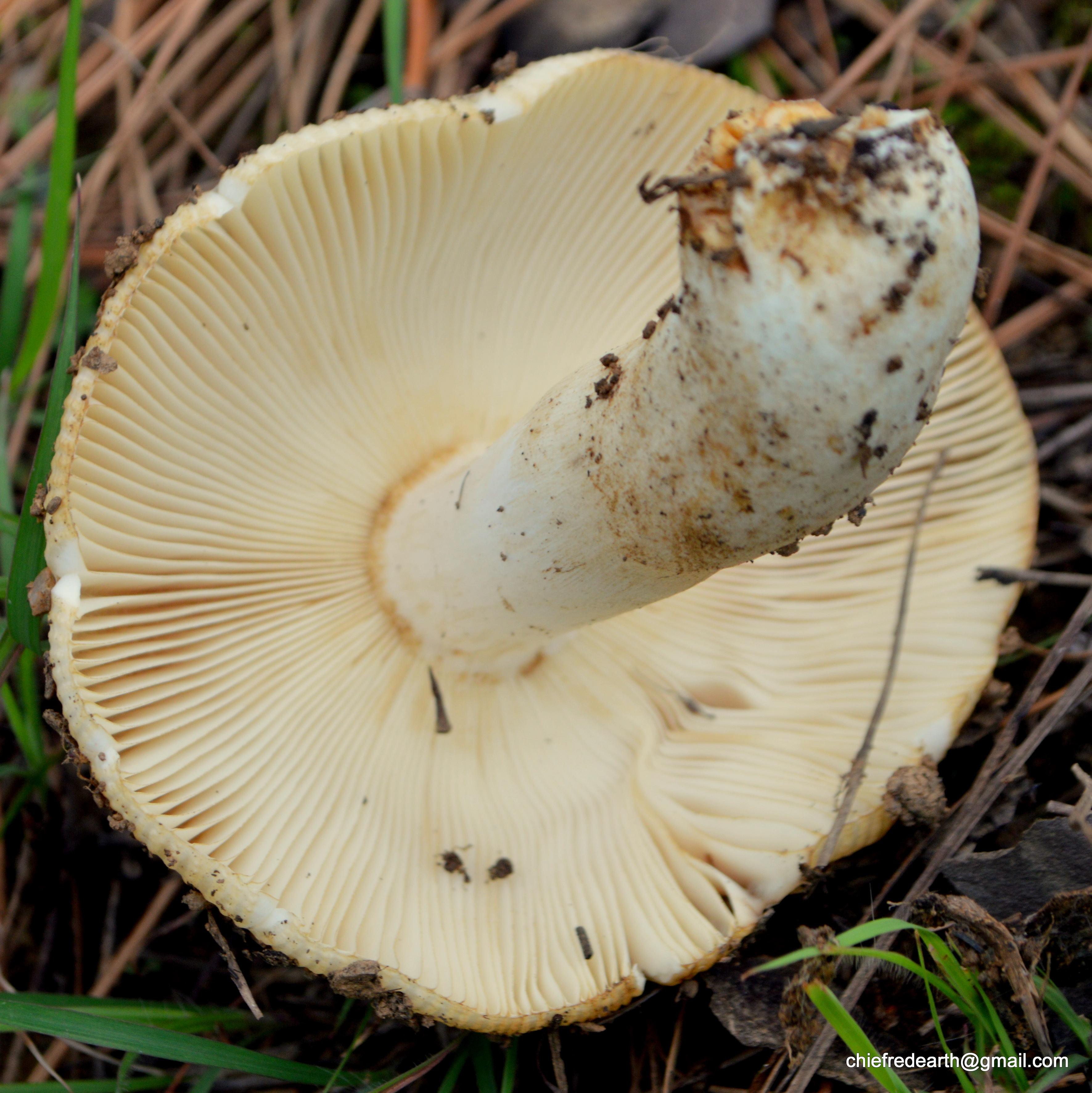
R. foetens, lamele și picior
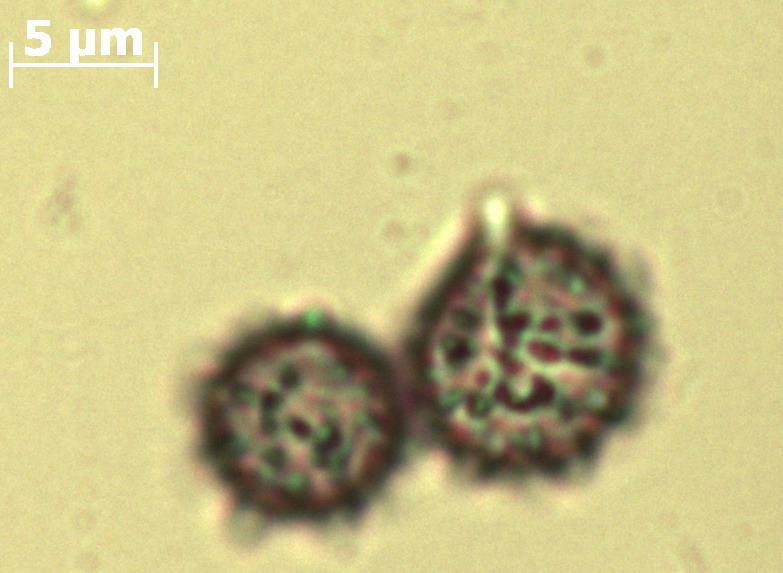
R. foetens, spori
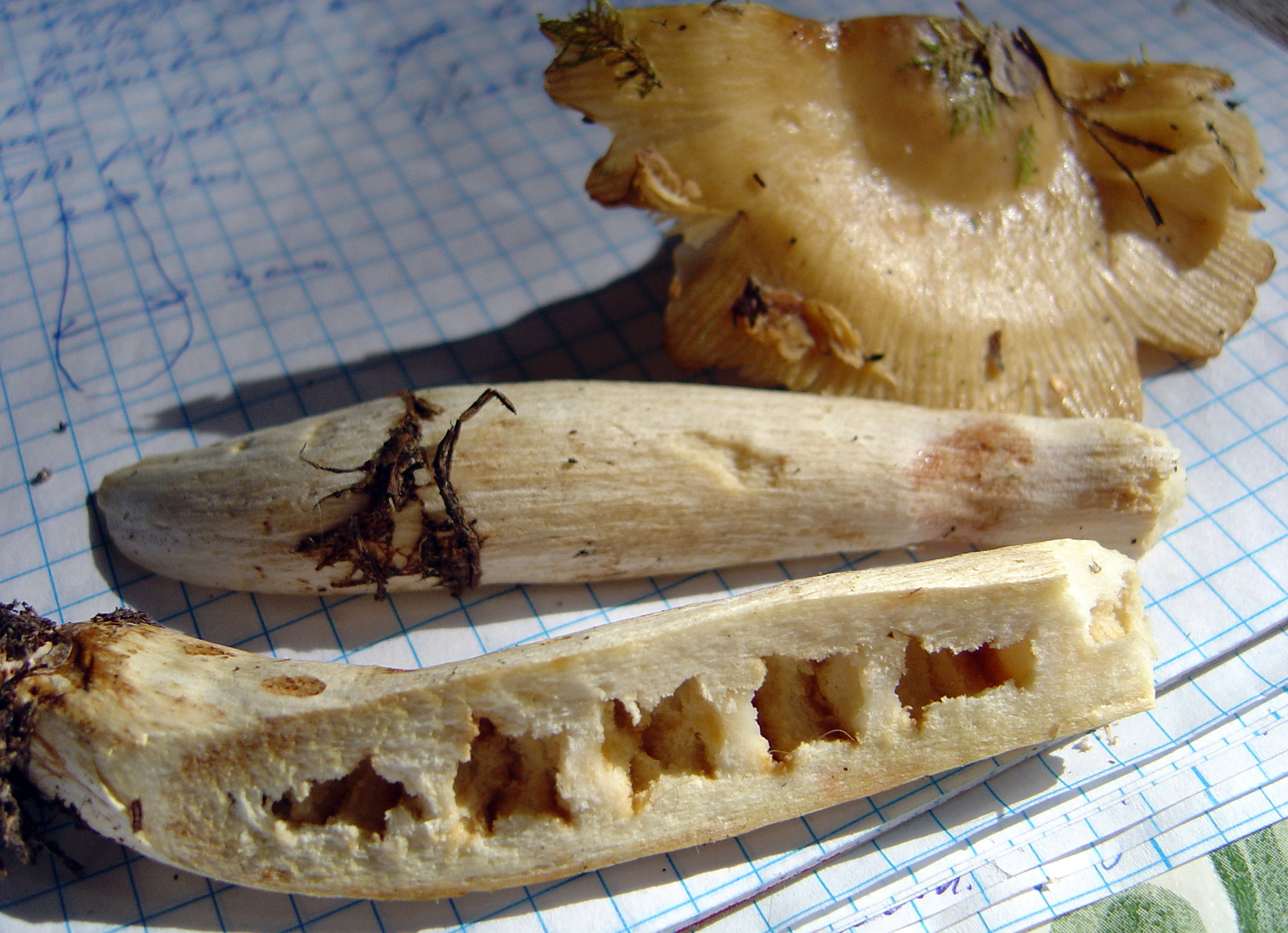
R, foetens, tijă tăiată longitudinal
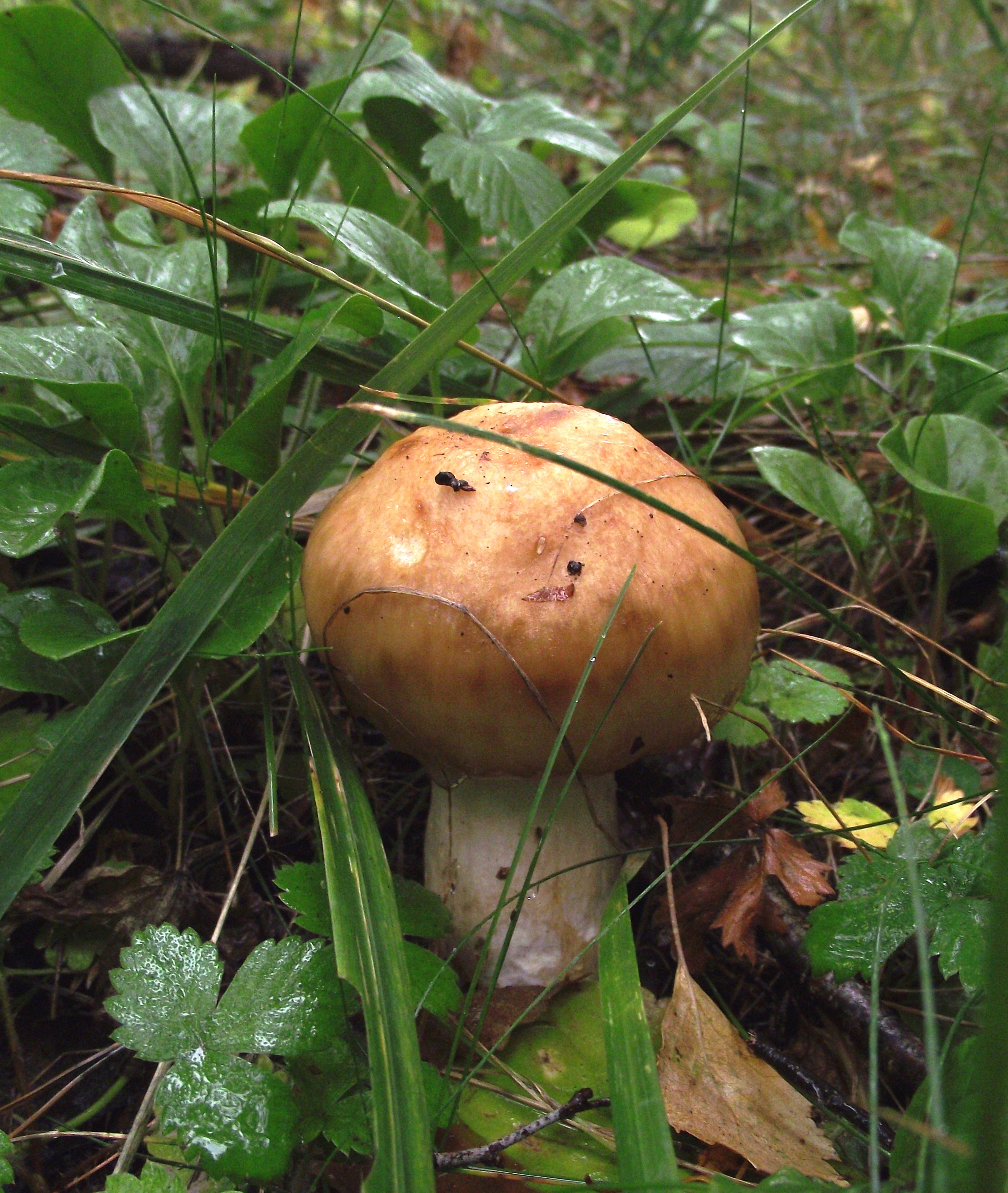
R. foetens tânără
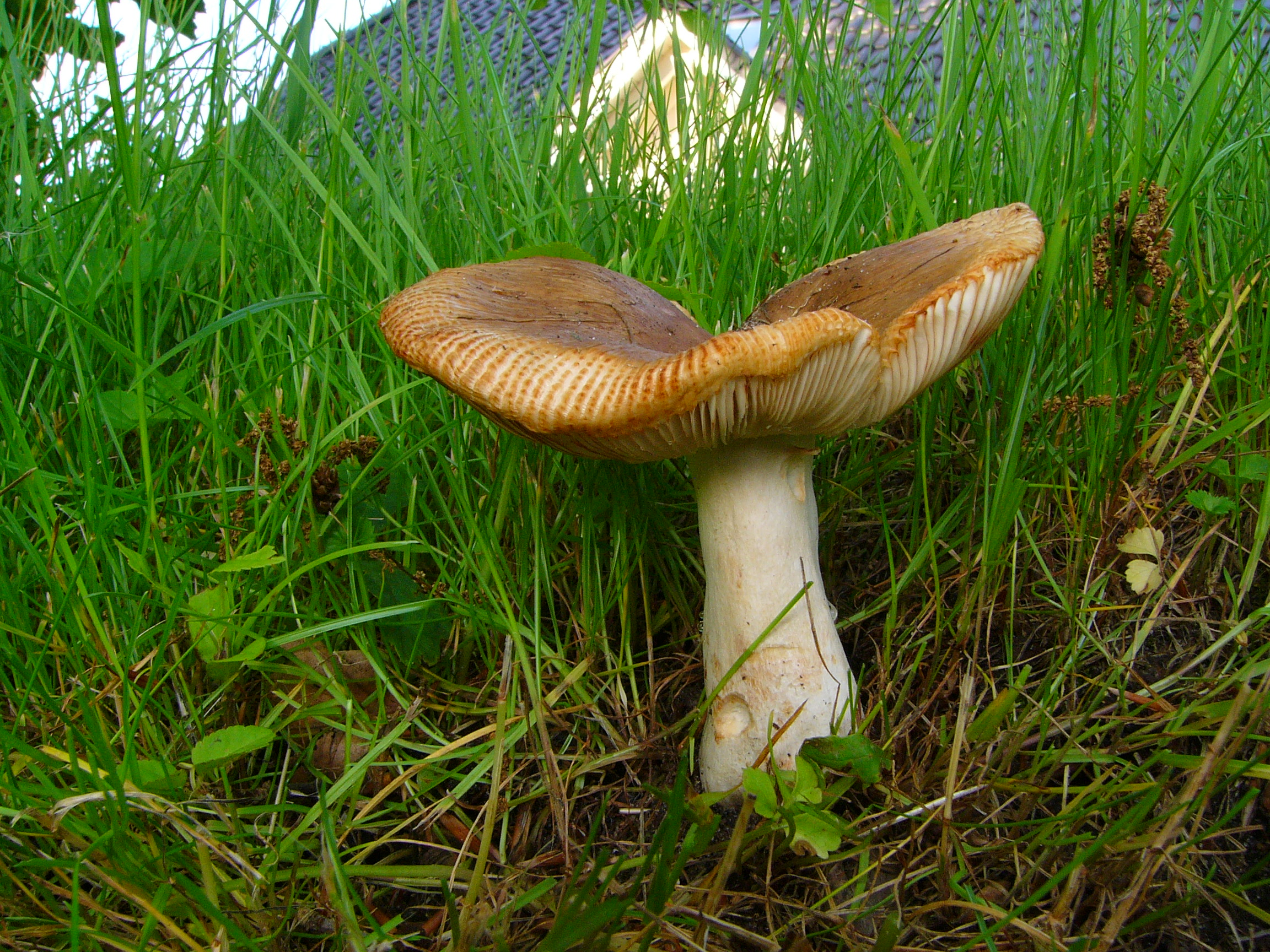
R. foetens bătrâna

## Confuzii
În stadiu tânăr, când mirosul încă nu este astfel de pronunțat, buretele poate fi confundat de exemplu cu: Russula amoenolens, (necomestibilă, miros de topinambur sau brânză, gust destul de iute), Russula consobrina, (necomestibilă, miros slab de mere, gust foarte iute) Russula grata sin. Russula laurocerasi (necomestibilă, probabil și ușor otrăvitoare, mai mică de statură, miroase a migdale amare, numai ușor iute dar foarte amară), Russula fellea (otrăvitoare, miros de mere gătite sau pelargonie, foarte iute și amar), Russula fragrantissima (comestibilitate foarte restrânsă, miros de anason, destul de iute) sau Russula illota (necomestibilă, miros foarte complex, ca de migdale, anason ori fructuos până la spermatic și puturos-dezgustător, gust amar și iute), mai departe cu Russula ochroleuca (comestibilă, fără margine striată, cu miros slab fructuos și gust picant foarte ușor iute). sau Russula subfoetens (necomestibilă, cu gust și miros asemănător, dar nu așa de puternic ca acel al vinețicii puturoase, gălbenind puternic în tinerețe la leziune precum după contact cu hidroxid de sodiu).

## Ciuperci asemănătoare

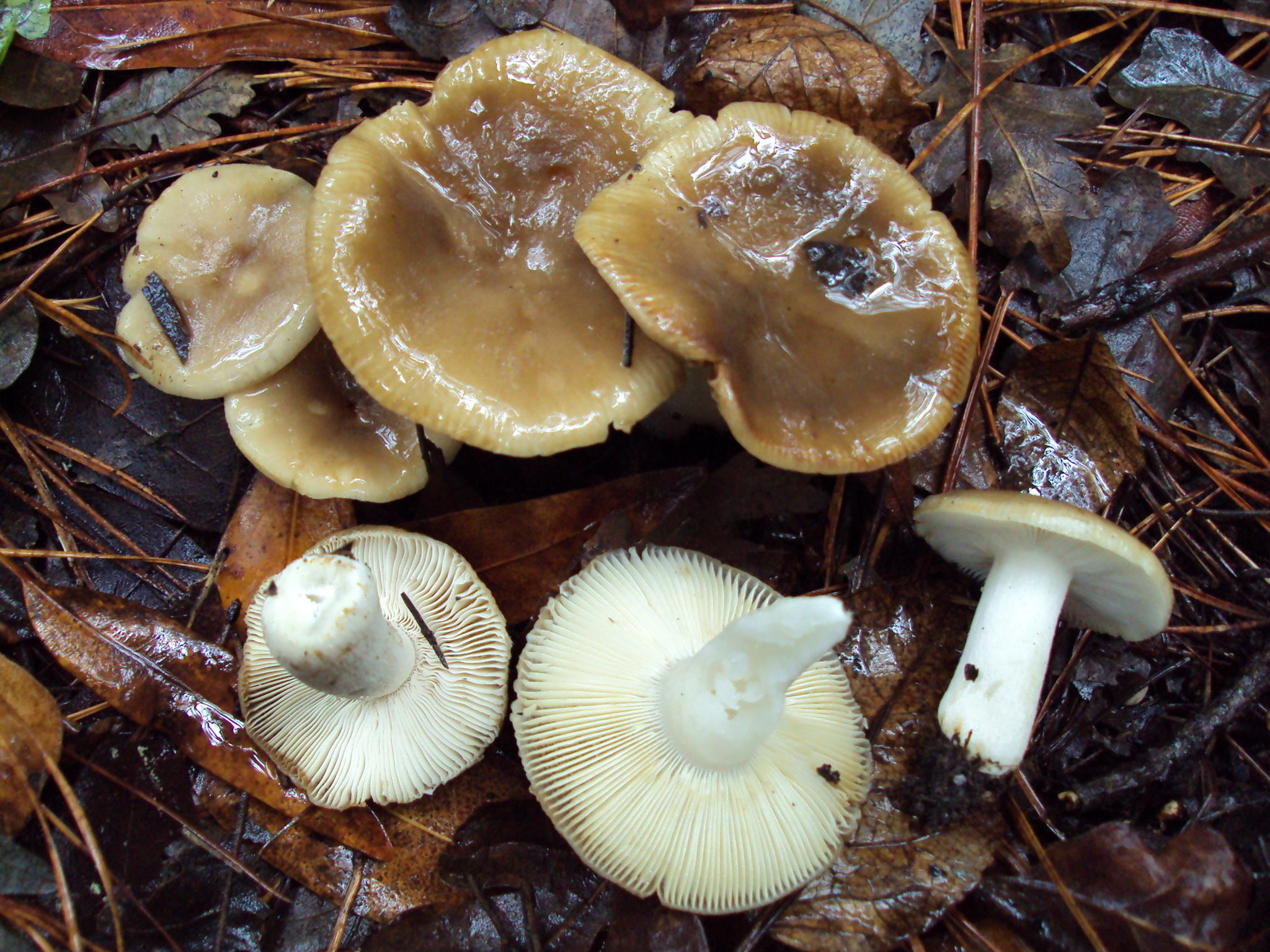
Russula amoenolens
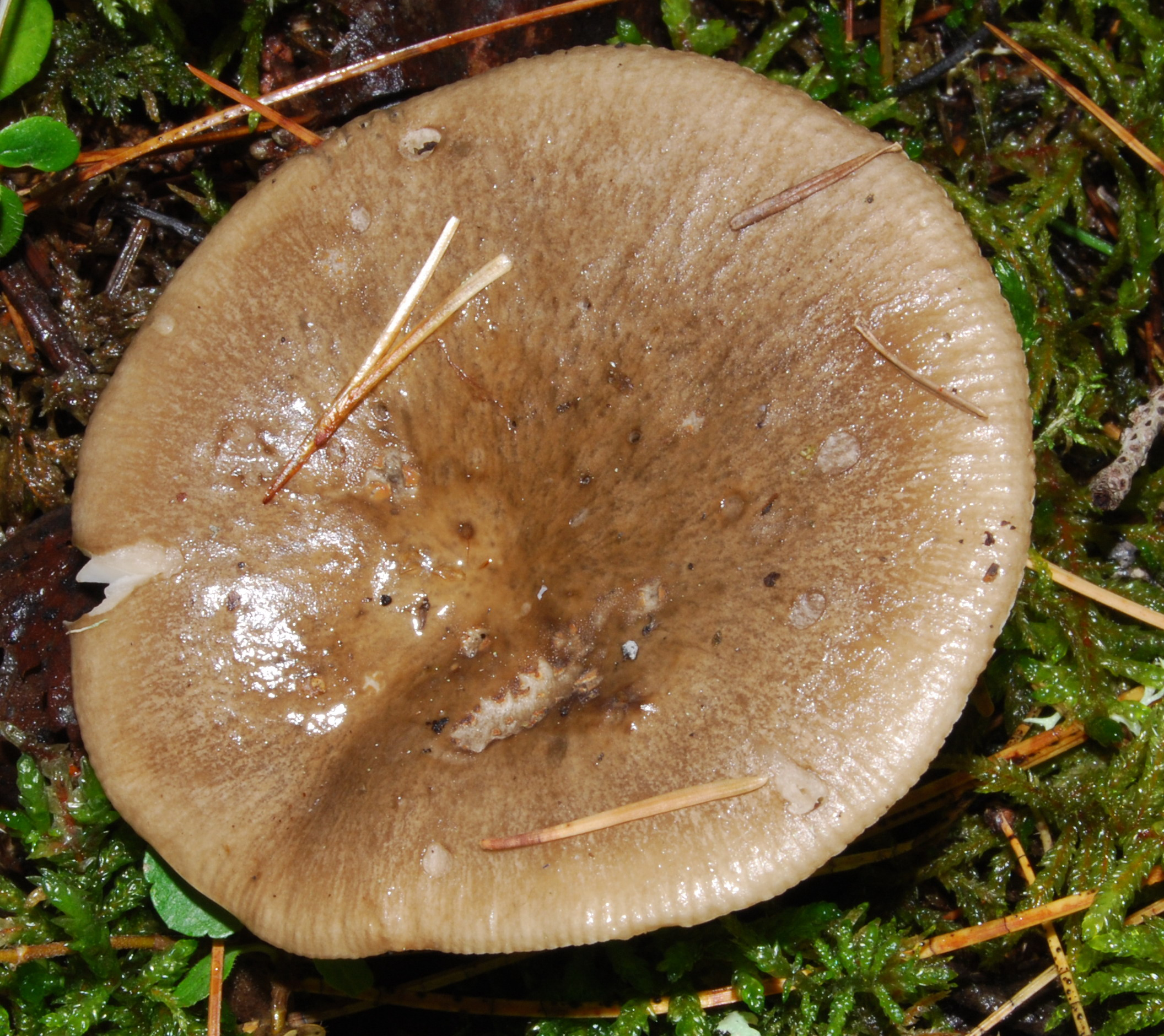
Russula consobrina
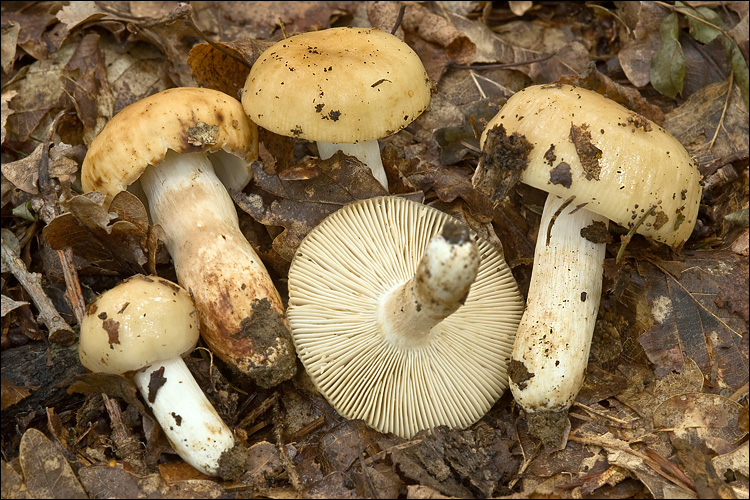
Russula grata sin. laurocerasi
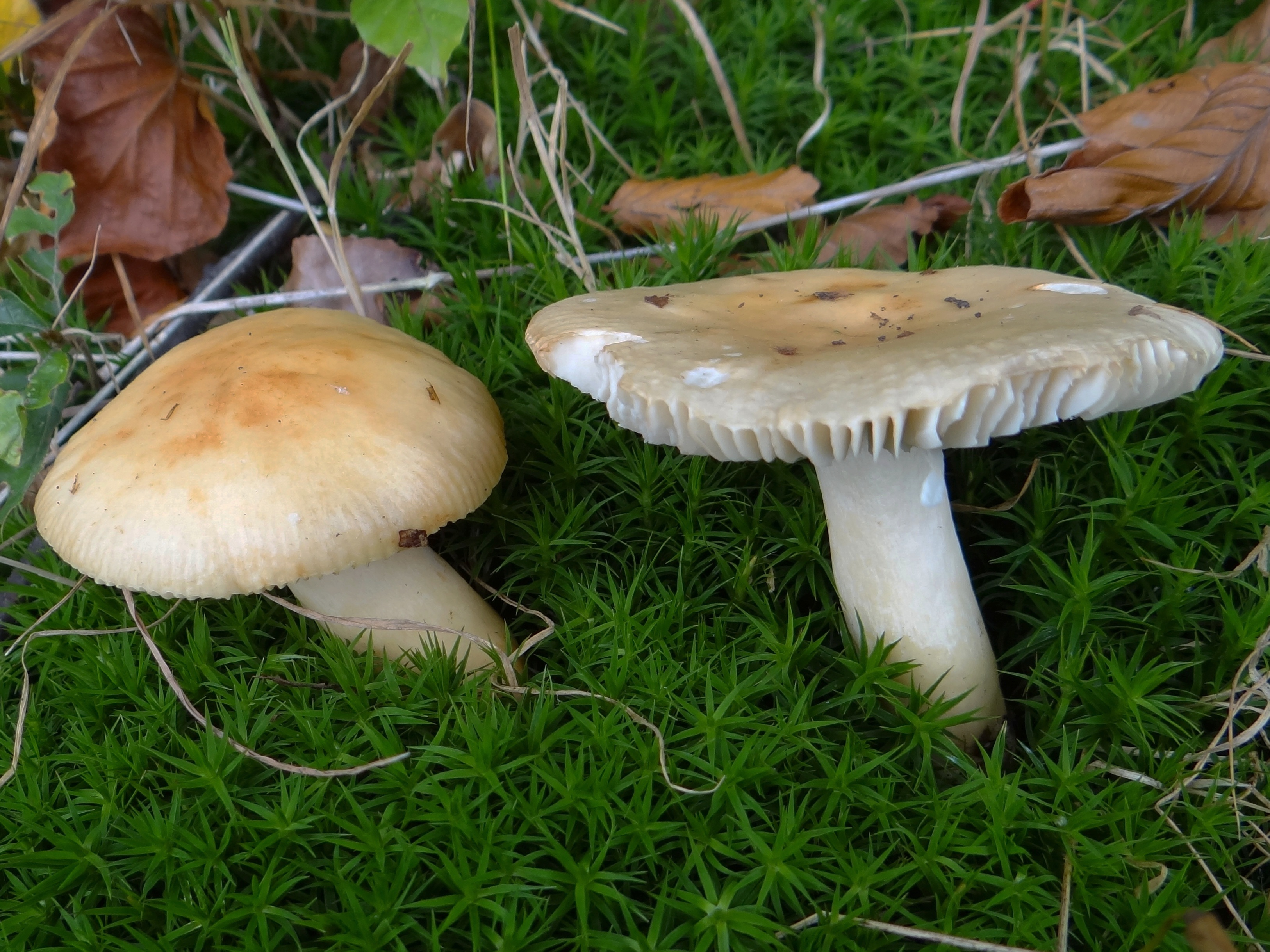
Russula fellea
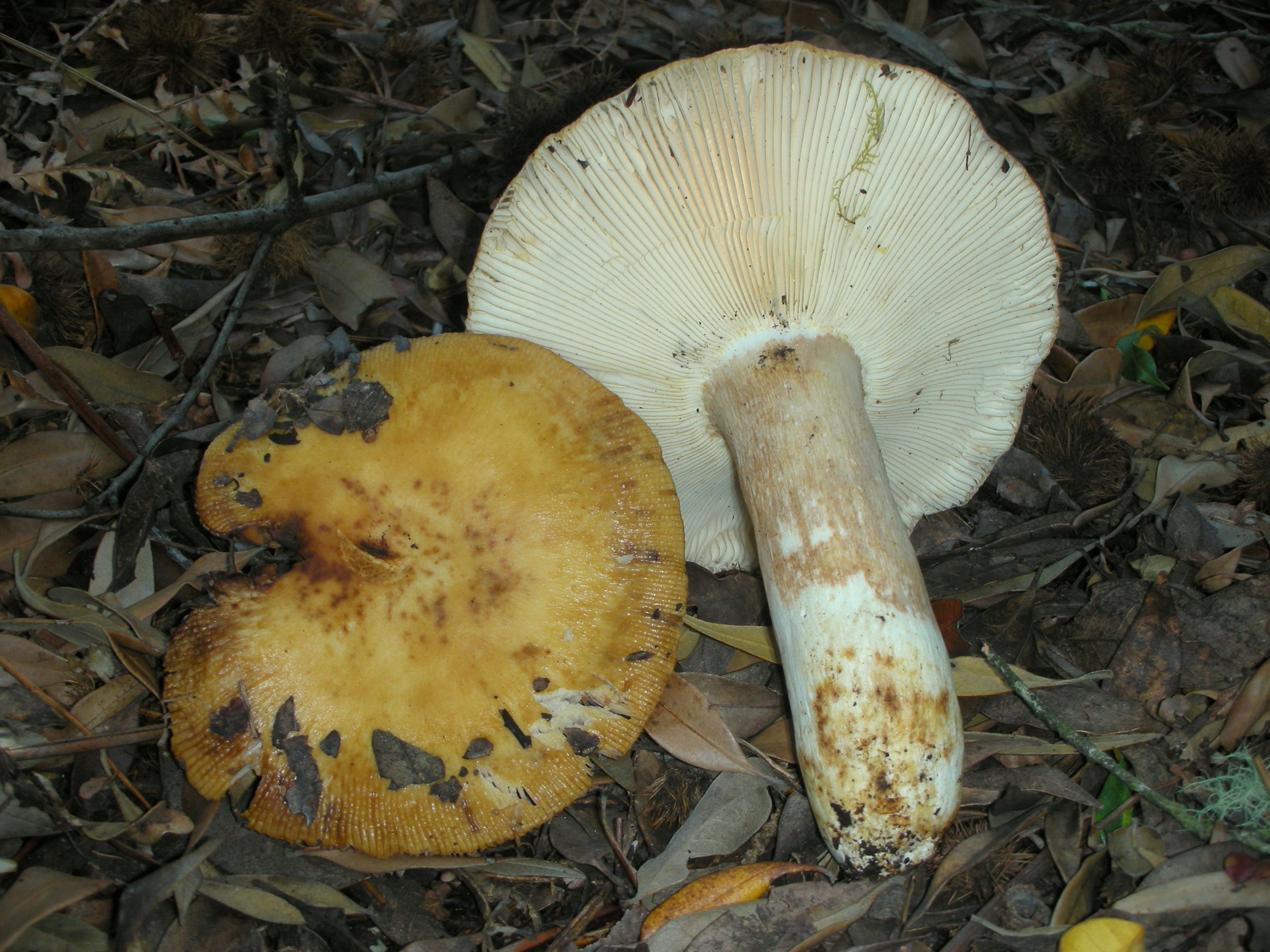
Russula fragrantissima
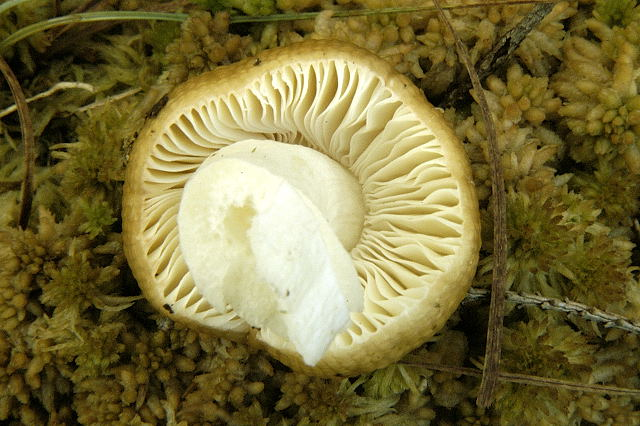
Russula.illiota
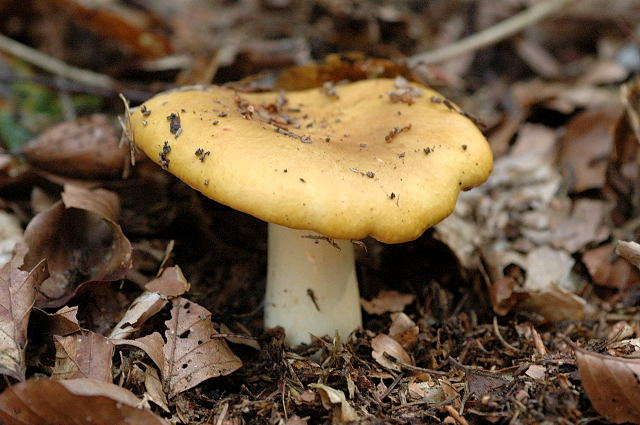
Russula.ochroleuca
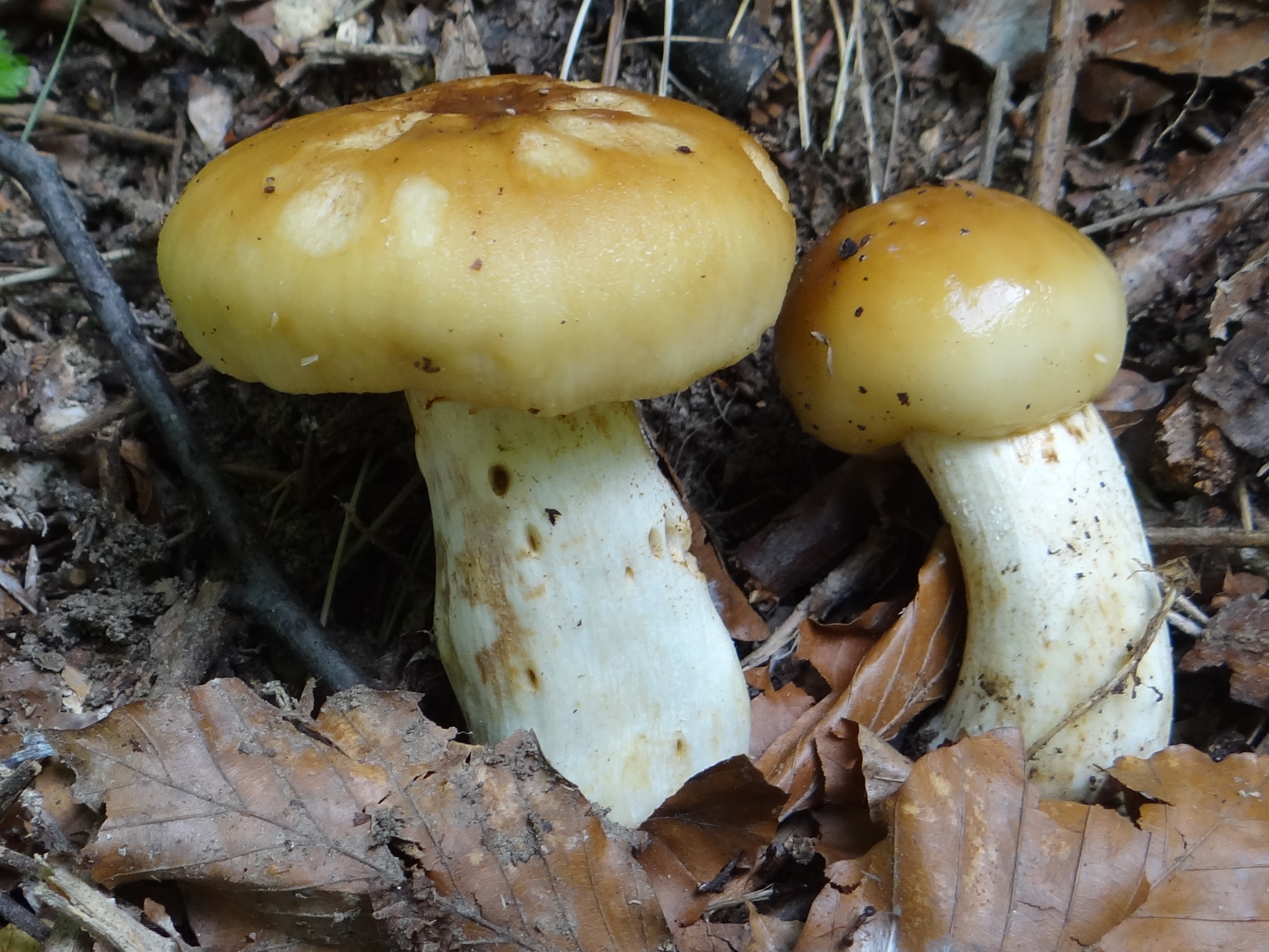
Russula subfoetens

## Valorificare
Se înțelege de singur, că buretele bălos nu este comestibil. Din păcate se găsesc deseori exemplare călcate în picioare sau rupte. Nu distrugeți această ciupercă frumoasă, mult mai mult acceptați valoarea ei ecologică pentru arbori și pădure!